# Aremadanahalli, Arkalgud
Aremadanahalli là một làng thuộc tehsil Arkalgud, huyện Hassan, bang Karnataka, Ấn Độ.